# Иртлач, Стронгилла Шаббетаевна

Иртлач с гитаристами Мининым и Кремотатом

Стронги́лла Шаббета́евна Иртла́ч (также Иртла́ч-Мангу́би; 5 октября 1902, Санкт-Петербург — 1 января 1983, Ленинград) — советская певица и театральная актриса, преподаватель кафедры актёрского мастерства (1936—1939), старший преподаватель кафедры сценической речи (1963—1983) Ленинградского государственного института театра, музыки и кинематографии.

## Биография
Родилась 5 октября 1902 года в Санкт-Петербурге, её родители Шабетай Борухович Мангуби и Ривка Ильинична Аврамоглу были турецкими подданными и уроженцами Стамбула караимского происхождения. Её отец, потомственный почётный гражданин Шабетай Борухович Иртлач (Мангуби), работал управляющим на табачной фабрике «товарищества Б. Б. Саатчи и Д. Б. Мангуби», владельцем которой с 1870 года был его брат Давид Берахович Мангуби (в 1897 году Шаббетай Борухович Мангуби был избран одним из трёх директоров правления фабрики). Братья Мангуби переехали в Санкт-Петербург из Одессы, где они также управляли табачной фабрикой. Шабетай и Давид Мангуби входили в правление Санкт-Петербургской караимской общины. Семья жила на Бассейной улице, 29—33.
Как вспоминала сама Стронгилла:

«Родилась я 5 октября 1902 года в Ленинграде. Национальность — турчанка. Отец, высокоодаренный человек, окончил два университета, один в Париже, другой в Петербурге. Мать была ботаником. В семье было две сестры и брат. Вся семья состояла из семи человек и замечательной няни, которой восхищались мои друзья и знакомые. Прожила наша няня 93 года, до 1964-го».

По окончании реального училища училась на кафедре химии в Технологическом институте, затем — в балетной школе, в Академии художеств, в театральном училище. Окончив последнее, была принята по конкурсу в Театр юного зрителя под руководством А. А. Брянцева. В 1922 году почти вся её семья (родители, братья и сестра) выехала в Турцию, где у отца были табачные плантации и вскоре появились две табачные фабрики в Стамбуле.
Во время театральной учёбы увлеклась песней и романсом. В ТЮЗе, будучи ведущей актрисой, создала ряд запоминающихся образов по произведениям Шекспира, Островского, Грибоедова, Чехова, играла в пьесах современных драматургов. Театральные роли совмещала с концертными выступлениями в качестве певицы. В середине 1920-х годов пела в знаменитом цыганском хоре Н. Шишкина (1845—1911) и В. Полякова (1878—1942).
В 1939 году на Первом Всесоюзном конкурсе артистов эстрады получила звание дипломанта. Её записи на пластинках имели значительный успех. Руководители фабрики «Ленинградский музтрест» предложили Стронгилле Иртлач сделать ряд записей, и с 1939 по 1941 годы она напела свыше двух десятков песен и романсов под аккомпанемент известных гитаристов тех лет — М. Минина и Б. Кремотата (1889—1942).
В годы войны Иртлач в составе фронтовой бригады тюзовских артистов выступала перед бойцами Ленинградского фронта.
В 1964 году Стронгилла Иртлач перешла из театра на преподавательскую работу, став старшим преподавателем и профессором кафедры сценической речи Ленинградского института театра, музыки и кино. Последнее публичное выступление Стронгиллы Шаббетаевны состоялось в доме отдыха Всесоюзного Театрального общества «Комарово» в 1971 году.
Умерла 1 января 1983 года. Похоронена на Большеохтинском кладбище.

## Звания и награды
- 1939 год — звание дипломанта на Первом Всесоюзном конкурсе артистов эстрады.

## Память
- Единственная пластинка Стронгиллы Иртлач была выпущена в 1989 году фирмой «Мелодия» под названием «Мы долго шли рядом»[18].
- В 2000 году эта пластинка была переиздана на компакт-диске в серии «Золотые россыпи романса».
- В 2002 году в Санкт-Петербурге на сцене Театра эстрады прошёл вечер, посвященный 100-летию со дня её рождения.
- XV всероссийская конференция аспирантов, магистрантов, стажёров и молодых педагогов театральных школ России «Феномен актёра: профессия, философия, эстетика» (Санкт-Петербург, 5 октября 2022 года) была приурочена к 120-летию со дня рождения Стронгиллы Иртлач[19].